# 弗里茨·兹威基
弗里茨·兹威基（［德］，姓氏又译茨维基；1898年2月14日—1974年2月8日），瑞士天文学家，他的一生幾乎都在加州理工學院工作，在理論和觀測天文學上，包括超新星、星系团等方面做出了重要的贡献。

## 生平
弗里茨·兹威基於1898年出生於保加利亞的瓦爾納，父親是瑞士人。他的父親弗里多林·兹威基(生於1868年)，是保加利亞著名的實業家，亦曾擔任挪威駐瓦爾納的大使 (1908-1933年)。兹威基在瓦爾納的住屋是由弗里多林·兹威基設計和建造的。弗里茨的母親，Franziska Vrček (出生於1871年)，是捷克人。弗里茨是兹威基家中三個孩子中最大的：他的兩個弟妹是弟弟魯道夫 (Rudolf) 和妹妹萊昂尼 (Leoni)。 弗里茨的母親死於1927年，直到1945年回到瑞士之前，他和父親弗里多林都留在保加利亞的瓦爾納。他的妹妹萊昂尼在保加利亞的瓦爾納結婚，並且終其一生都住在這個城市。
在1904年，弗里茨六歲時，被送到在瑞士格拉魯斯的祖父母處，「兹威基祖先所住的一州，學習商務」。他於瑞士蘇黎世的蘇黎世聯邦理工學院就讀時，興趣轉移到數學和物理，並且接收了先進的數學和實驗物理學。1920年兹威基毕业于瑞士的苏黎世联邦理工学院，1922年在该校获得博士学位。在1925年，他獲得洛克斐勒基金的「國際獎學金」之後，移民到美國，和加州理工學院的羅柏特·密立根一起工作。
他在宇宙論中所設置的一些數值，對今天我們所認識的宇宙有深遠的影響。他在1942年被任命為加州理工學院的天文學教授，同時還是噴射飛機工程公司的研究主任/顧問 (1943-1961年)，而在他的職業生涯中，大部分時間都是和威爾遜山天文台和帕羅馬山天文台的工作人員。他開發出最早期的噴射引擎並且擁有50項以上的專利，許多噴射推進器，他也是水下噴射引擎 (時間在1949年3月14日)、兩段噴射馬達和逆水脈衝器的發明者。
在1932年4月，弗里茨·兹威基和桃樂西·弗農·蓋茨結婚，她是當地顯赫的家族，參議員柏特·蓋茲的女兒。她在大蕭條時期以金錢資助帕羅馬山天文台的設備。羅斯福總統的表哥尼古拉斯·羅斯福，娶了亞·蓋茲，是他的姻親。兹威基和桃樂西在1941年離婚。在1947年， 兹威基在蘇黎士和瑞士籍的安娜·瑪格麗莎結婚，他們育有三個女兒：瑪格麗特、Franziska、和 Barbarina，還有三個孫子在他逝世後才出生。國家圖書館位於格拉魯斯的兹威基博物館收藏了許多他的論文和在科學上的工作，在瑞士的弗里茨·兹威基基金會 （页面存档备份，存于）進行他有關 "型態分析"的想法。弗里茨·兹威基於1974年2月8日在巴塞迪納逝世，並安葬在瑞士的莫里斯。

## 學術上的成就

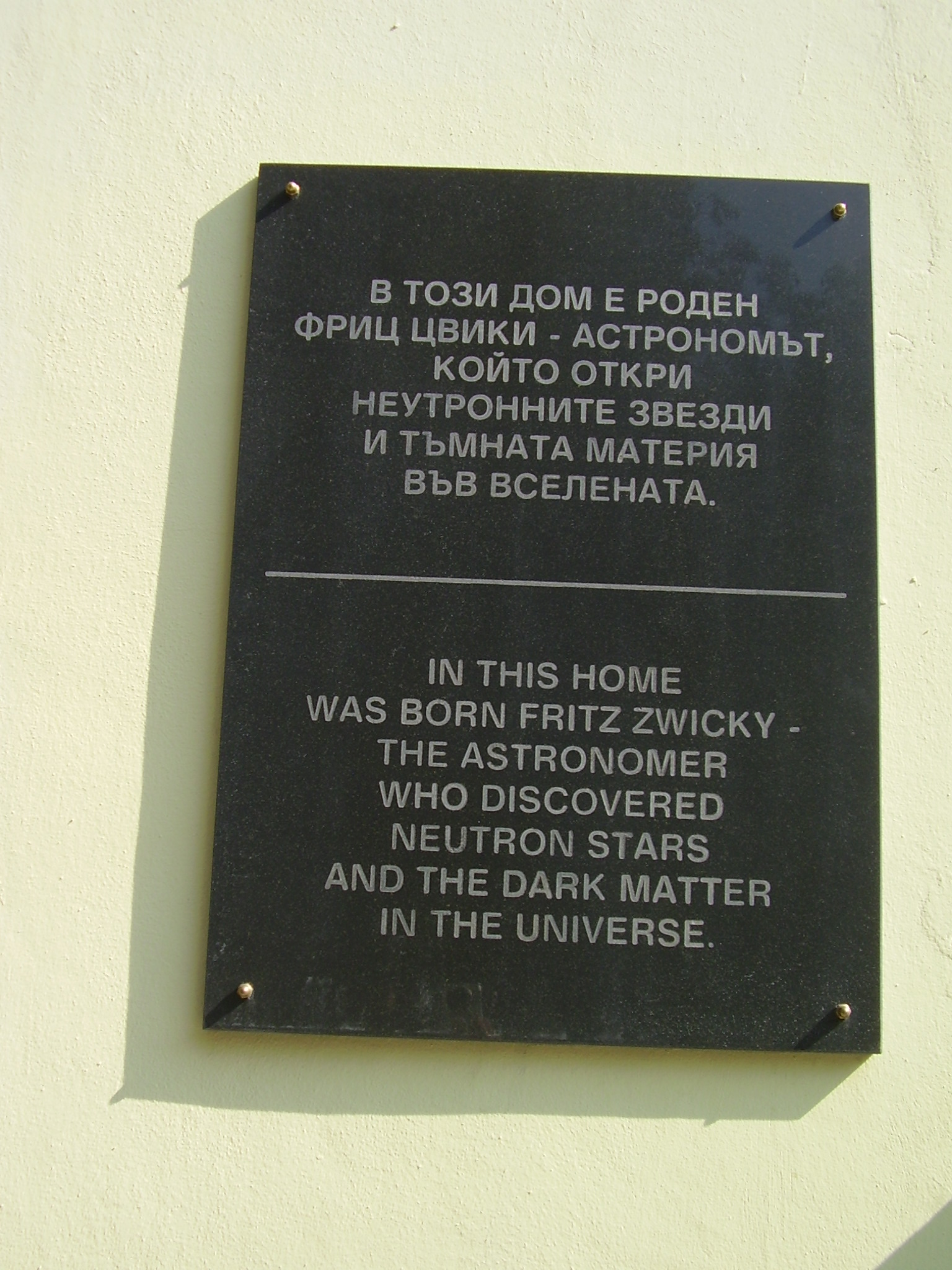
這塊紀念碑安置於茲威基在瓦爾納誕生的屋子前。其中明確的提到他對中子星和暗物質理解的貢獻。

### 超新星和中子星
茲威基和他的同事沃爾特·巴德，於1953年率先在天文台的最高峰上使用施密特望遠鏡。他親手將巴納德施密特拋光處理的鏡片從德國帶回來。在1934年，他和巴德提出超新星這個名詞，並且假設它們是由普通的恆星轉變成為中子星，並且是宇宙線的來源。他有先見之明的洞察力，對之後幾十年在宇宙年齡和大小的測量，有著深遠的影響。
為了支持此一假說，茲威基開始搜捕超新星，在長達52年的時間內 (從SN 1921B開始至SN 1973K) ，他個人總共發現了120顆 (和一顆與保羅·維爾特合作發現的SN 1963J)。直到2006年，這仍然是有效的記錄 (當時的亞軍是Jean Mueller，發現了98顆超新星和共同發現9顆)。

### 標準燭光
在1938年，茲威基的同事沃爾特·巴德建議使用超新星做為估計遙遠深空距離的標準燭光，因為Ia超新星顯示一種共通的光度峰值。他們建立了眾所周知的宇宙距離尺度的內稟光度。
遙遠的Ia超新星顯示與哈伯距離的關聯是非線性的，科學家已經從宇宙膨脹速率變化的加速上做了解釋。

### 重力透鏡
在1937年，茲威基指出，以之前發現的愛因斯坦效應，星系團可以做為重力透鏡 。但直到1979年觀測到被稱為"雙類星體"的Q0957+561，這種效應才獲得證實。

### 暗物質
在1933年研究后髮座星系團時，兹威基率先使用維里定理推斷出其內部有看不見的物質，這就是現在所說的暗物質。他可以推斷在集團中星系的平均質量，而獲得的數值遠大於從光度所得到質量的160倍，他提出絕大部份的物質都是漆黑看不見。在今天，相同的計算顯示出較低的比值，因為發光物質的質量增加了；但是這依然顯示絕大部份的物質是黑暗的。

### 光線老化
當愛德溫·哈伯發現了星系距離和紅移所對應的速度之間有線性的關係時，兹威基立即設想這種效果不是由於星系的運動，而是一些令人費解的現像，造成光子在穿越空間時能量神秘的損失。他認為最有可能的候選過程是，光子與重力的交互作用時受到拖曳而將動能傳輸給環繞在周遭的質量；並且嘗試建議將這種效果建立在以廣義相對論為基礎的聲學理論上。他也曾考慮但排除了涉及自由電子交互作用或空間膨脹的解釋。
兹威基在1929年對空間膨脹抱持懷疑的態度，因為他認為當時測量的值似乎太大了。直到1956年沃爾特·巴德改正了以造父變星為基礎的距離尺度，才首度準確的測量出膨脹的速率。宇宙學的紅移現在已經是對空間膨脹常規的認知，是大爆炸宇宙學的一個特點。

### 形態學的分析
兹威基也發展一般化的形態學分析，這是有系統的結構方法和調查所有集合體的關係，包括多維、通常非量化、和複雜的問題。他在1969年以此為題寫了一本書，並且宣稱他的許多發現都是使用這種方法獲得的。

### 星系和星系團目錄
兹威基花費了相當多的時間蒐尋星系和製做目錄。從1961年至1968年，他與同事發表了六卷綜合性的星系和星系團目錄。這些都由巴塞迪納的加州理工學院出版：
1. Zwicky, F.; Herzog, E.; Wild, P., , 1961  [2011-03-06], （原始内容存档于2008-02-18）
2. Zwicky, F.; Herzog, E., , 1963
3. Zwicky, F.; Herzog, E., , 1966
4. Zwicky, F.; Herzog, E., , 1968
5. Zwicky, F.; Karpowicz, M.; Kowal, C.T., , 1965
6. Zwicky, F.; Kowal, C.T., , 1968。

在原始目錄中的星系被稱為兹威基星系，而且迄今這個目錄依然不斷的在更新。兹威基與他的妻子瑪格麗莎也出版了一本重要的緻密星系目錄，有時就簡單的只稱為紅皮書。
Zwicky, F.; Zwicky, M.A., , 1971  [2011-03-06], （原始内容存档于2019-03-28）

### 中子星
兹威基是中子发现初期少数认同存在中子星这一观点的科学家之一。1934年，他与巴德共同发表文章称，中子简并压能够支持质量超过钱德拉塞卡极限的恒星。

## 紀念
虽然兹威基一生大部分的时间在美国工作，但他一直保留了瑞士国籍。1974年2月8日，兹威基在美国加利福尼亚州的帕萨迪纳去世。为纪念他，第1803号小行星和月球上的一座环形山以他的名字命名。

## 作品
- Zwicky, F., , Proceedings of the National Academy of Science, October 1929, 15 (10): 773–779, Bibcode:1929PNAS...15..773Z, PMC 522555 , PMID 16577237, doi:10.1073/pnas.15.10.773. This is the article that proposes a tired light model to explain Hubble's law. (full article （页面存档备份，存于）)
- Baade, W.; Zwicky, F., , Proceedings of the National Academy of Science, 1934, 20 (5): 254–259, Bibcode:1934PNAS...20..254B, PMC 1076395 , PMID 16587881, doi:10.1073/pnas.20.5.254, and Baade, W.; Zwicky, F., , Proceedings of the National Academy of Science, 1934, 20 (5): 259–263, Bibcode:1934PNAS...20..259B, doi:10.1073/pnas.20.5.259. These consecutive articles introduce the notion of a supernova and a neutron star respectively.
- Zwicky, F., , Astrophysical Journal, November 1938, 88: 522–525, Bibcode:1938ApJ....88..522Z, doi:10.1086/144003. The idea of a neutron star, previously introduced in the supernova paper, is explained along with the idea of critical stellar mass and black holes.
- Zwicky, F., , Proceedings of the National Academy of Science, December 1939, 25 (12): 604–609, Bibcode:1939PNAS...25..604Z, doi:10.1073/pnas.25.12.604. Zwicky argues that the shape of nebulae indicate a universe far older than can be accounted for by an expanding universe model.
- Zwicky, F., , Publications of the Astronomical Society of the Pacific, August 1941, 53: 242–244, Bibcode:1941PASP...53..242Z, doi:10.1086/125331. Zwicky was a great advocate for the use of the wide angle Schmidt telescope, which he used to great effect to make many discoveries.
- Zwicky, F., , Aerojet Engineering Corp, 1945. Zwicky did work on jet propulsion and other matters with Aerojet corporation during and after the war.
- Zwicky, F., , Springer-Verlag, 1957. In this book Zwicky gives free rein to his ideas on morphological research as a tool for making discoveries in astronomy.
- Zwicky, F., , Publications of the Astronomical Society of the Pacific, October 1958, 70: 506–508, Bibcode:1958PASP...70..506Z, doi:10.1086/127284. As well as proposing neutron stars, Zwicky also proposed unstable aggregations of neutron density matter within larger stars.
- Zwicky, F., , MacMillan, 1969. Zwicky also proposed that the morphological approach could be applied to all kinds of issues in disciplines going far beyond basic science.

## 外部連結
- Richey, T.,  (PDF),   [2007-07-10], （原始内容存档于2007-04-28）
- Maurer, S.M.,  (PDF), Beamline (SLAC), 2001, 31 (1)  [2007-07-10], （原始内容存档 (PDF)于2007-07-10）
- Knill, O., , 1998  [2007-07-10], （原始内容存档于2016-04-14）